# Préfecture de Pita
La préfecture de Pita est une subdivision administrative de la région de Mamou, en Guinée. Le chef-lieu est la ville de Pita.
Créée en 1905, Pita est une ville sans grand charme qui constitue une étape entre Dalaba et Labé. Elle est cependant le point de départ de nombreuses excursions intéressantes, comme les chutes de Kambadaga et de Kinkon, et un peu plus loin les falaises de Doucky ou encore le village d'Aïnguel et ses environs. Elle est aussi un des hauts lieux du tissage traditionnel du coton. Pita et surtout Timbi Madina, une de ses sous-préfectures, sont très réputées pour leur production de la pomme de terre appelée " belle de Guinée ". Le barrage hydroélectrique de Kinkon, réalisé par les Chinois en 1966, alimente encore à ce jour les grandes villes des environs.

## Subdivision administrative
La préfecture de Pita est subdivisée en douze (12) sous-préfectures qui sont entre autres :Pita-Centre, Bantignel, Bourouwal-Tappé, Donghol-Touma, Gongore, Ley-Miro, Maci, Ninguélandé, Sangaréah, Sintali, Timbi Madina et Timbi-Touny.

## Population
En 2016, le nombre d'habitants de la préfecture a été estimé à 297 255, selon une extrapolation officielle du recensement de 2014 qui en avait dénombré 278 530.